# (22303) 1990 QE4
(22303) 1990 QE4 là một tiểu hành tinh vành đai chính. Nó được phát hiện bởi Henry E. Holt ở Đài thiên văn Palomar ở Quận San Diego, California, ngày 23 tháng 8 năm 1990.